# The Statesman (Индия)
The Statesman — индийская ежедневная широкоформатная газета на английском языке, одна из крупнейших и наиболее влиятельных англоязычных газет Западной Бенгалии. Принадлежит компании Nachiketa Publications Limited и издаётся The Statesman Ltd. Образована в 1875 году в результате слияния двух калькуттских газет: The Englishman и The Friend of India. Разовый тираж составляет 180 000 экземпляров (230 000 по воскресеньям). Штаб-квартира издания расположена в Калькутте. The Statesman одновременно выходит в четырёх городах: Калькутте, Нью-Дели, Силигури и Бхубанешваре. Главный редактор — Равиндра Кумар.